# Multipel linjär regression
Inom statistik är multipel linjär regression en teknik med vilken man kan undersöka om det finns ett statistiskt samband mellan en responsvariabel (Y) och två eller flera förklarande variabler (X). 
Till sitt förfogande har man sammanhörande mätvärden på X- och Y-variablerna, och är intresserad av att undersöka huruvida följande linjära modell kan antas beskriva detta samband:
{\displaystyle Y=\beta _{0}+\beta _{1}\,X_{1}+\cdots +\beta _{m}\,X_{m}+\varepsilon .}
I denna modell antas den sista termen ({\displaystyle \varepsilon }) vara en stokastisk variabel som är normalfördelad; som sådan beskriver den de små avvikelser mellan observerade Y-värden och de Y-värden som man förväntar sig att X-värdena skall ge upphov till, nämligen: 
{\displaystyle \beta _{0}+\beta _{1}\,X_{1}+\cdots +\beta _{m}\,X_{m}.}
Enkel linjär regression är ett specialfall av multipel linjär regression då man har en Y-variabel och endast en X-variabel:
{\displaystyle Y=\beta _{0}+\beta _{1}\,X+\varepsilon .}